# Teresa Cunillera i Mestres
Maria Teresa Cunillera i Mestres (Bell-lloc d'Urgell, 17 de febrer de 1951) és una política catalana, exdelegada del Govern Espanyol a Catalunya (2018-2022).

## Trajectòria
Estudià peritatge mercantil i és militant del PSC-PSOE. Fou elegida per primera vegada diputada per la província de Lleida a les eleccions generals espanyoles de 1982. Durant el seu mandat fou vocal de la Comissió de Règim de les Administracions Públiques i de la Comissió d'Investigació de l'Evolució i Situació de Rumasa. Del 1987 al 1993 va ser vocal Directora del Gabinet del Ministre de Relacions amb les Corts Virgilio Zapatero i del Secretari del Govern, i del 1993 al 1996 assessora en el Gabinet de la Presidència del Govern.
Fou elegida altra vegada diputada per la província de Lleida a les eleccions generals espanyoles de 1996, 2000, 2004, 2008 i 2011. Ha estat Vocal de la Diputació Permanent de 1998 a 2008, secretària i portaveu adjunta del Grup Parlamentari Socialista al Congrés de 1998 al 2007, membre titular (2004-2008) i presidenta (2008-2011) de la delegació espanyola en l'Assemblea de la Unió Interparlamentària.
Del 2008 al 2011 fou vicepresidenta primera del Congrés dels Diputats, de la Diputació Permanent i de la Mesa del Congrés dels Diputats. Des del 2011 és secretària tercera del Congrés dels Diputats, secretària segona de la Diputació Permanent i secretària tercera la Mesa del Congrés.
Des de març de 2015, encapçala la gestora que dirigeix la secció de Lleida del PSC-PSOE, constituïda arran de la disputa entre Marta Camps i Torrents i Àngel Ros i Domingo.
El 19 de juny de 2018 va substituir Enric Millo com a delegada del Govern d'Espanya a Catalunya. El 14 de gener de 2022 va presentar-ne la dimissió al·legant que «la situació a Catalunya era molt millor que la que s'havia trobat el 2018». Va ser substituïda per l'advocada Maria Eugènia Gay.